# Polypodium moritzianum
Polypodium moritzianum är en stensöteväxtart som beskrevs av Link. Polypodium moritzianum ingår i släktet Polypodium och familjen Polypodiaceae. Inga underarter finns listade.